# Lahpet
Lahpet, também escrito laphat, laphet, lephet, leppet, ou letpet (လက်ဖက်, pronunciado [ləpʰɛʔ]), em birmanês significa chá fermentado ou em conserva. O Myanmar é um dos poucos países onde o chá é tanto comido quanto bebido. Seu chá fermentado é único na região, e não é apenas considerado a iguaria nacional, mas também desempenha um papel significativo em sociedade birmanesa. Seu lugar na culinária de Mianmar é refletido na seguinte expressão popular: "De todas as frutas, a manga é a melhor; de todas as carnes, a carne de porco é a melhor; e de todas as folhas, o lahpet é o melhor". No ocidente, lahpet é mais comumente encontrado na salada de folhas de chá (လက်ဖက်သုပ်).

## Formas
- Lahpet chauk (လက်ဖက်ခြောက်) ou folhas de chá secas, também chamado de a-gyan gyau (အကြမ်းခြောက် crua seca), são usadas para fazer chá verde - yei-nway gyan (ရေနွေးကြမ်း água quente simples/crua) ou lahpet-yei gyan (လက်ဖက်ရည်ကြမ်း chá simples/cru);[4] é uma das bebidas mais populares no país, assim como o vinho de palma.[5]
- Acho gyauk (အချိုခြောက် doce e seco) ou chá preto, com que se faz chá doce (လက်ဖက်ရည်ချို, lahpetyei gyo) com leite e açúcar.[6]
- Lahpet so (လက်ဖက်စို) significa "chá molhado" para distingui-lo do "chá seco" e indica chá fermentado, embora a palavra lahpet seja geralmente utilizada como sinônimo de chá fermentado. É comumente utilizado em picles.[6]

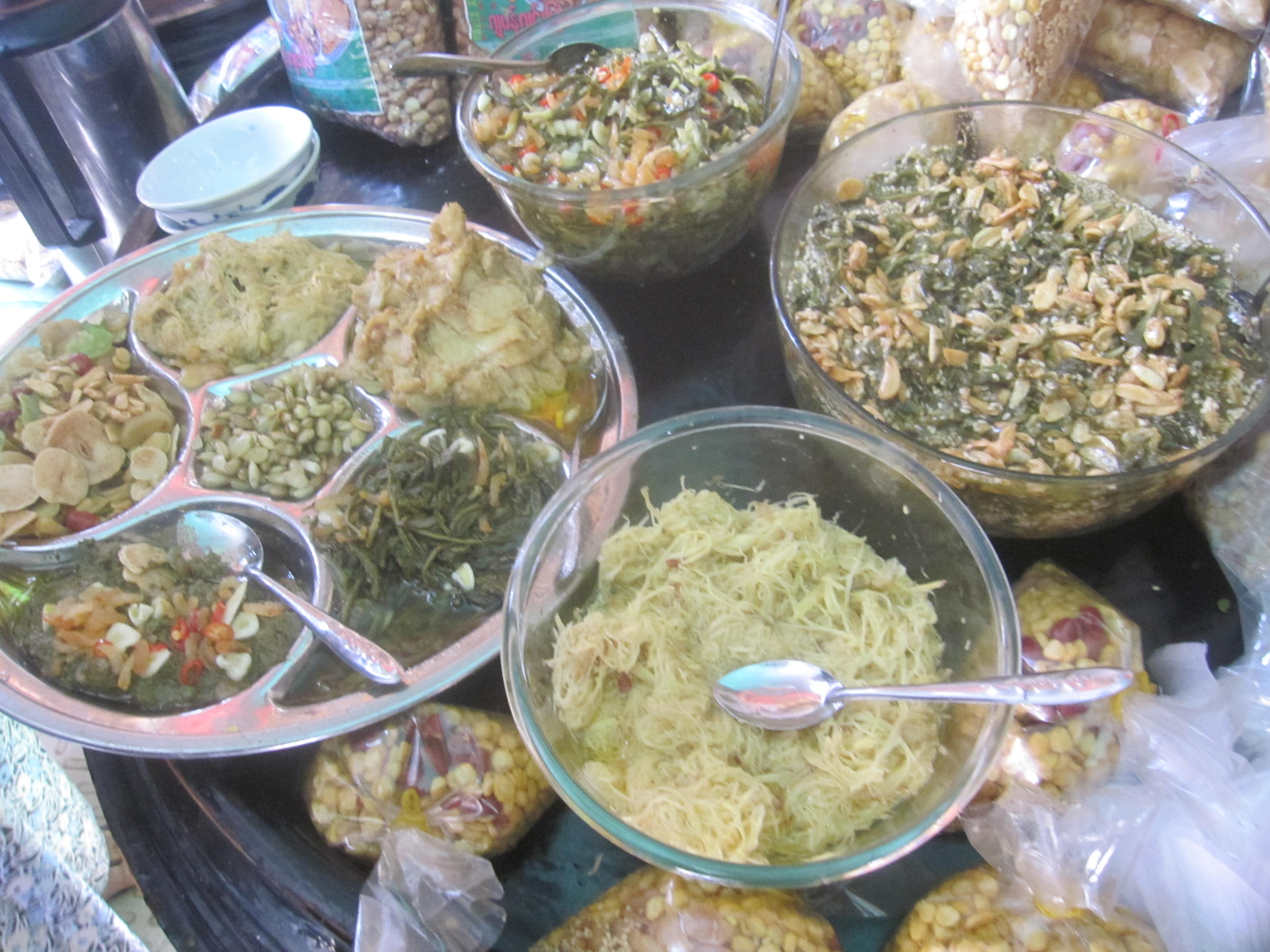
Provadores em uma barraca de lahpet, em Mandalay
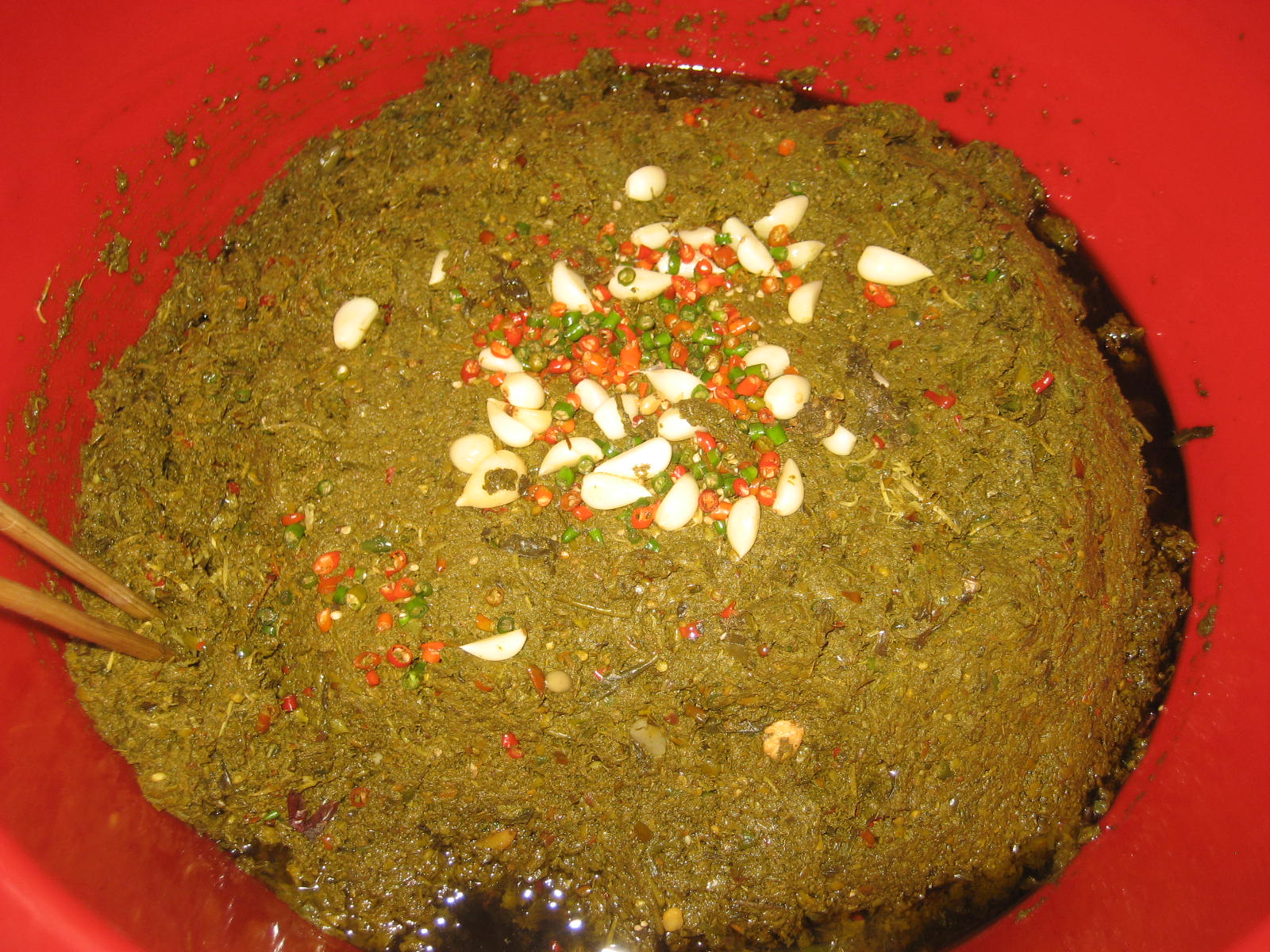
Lahpet coberto com alho e pimenta
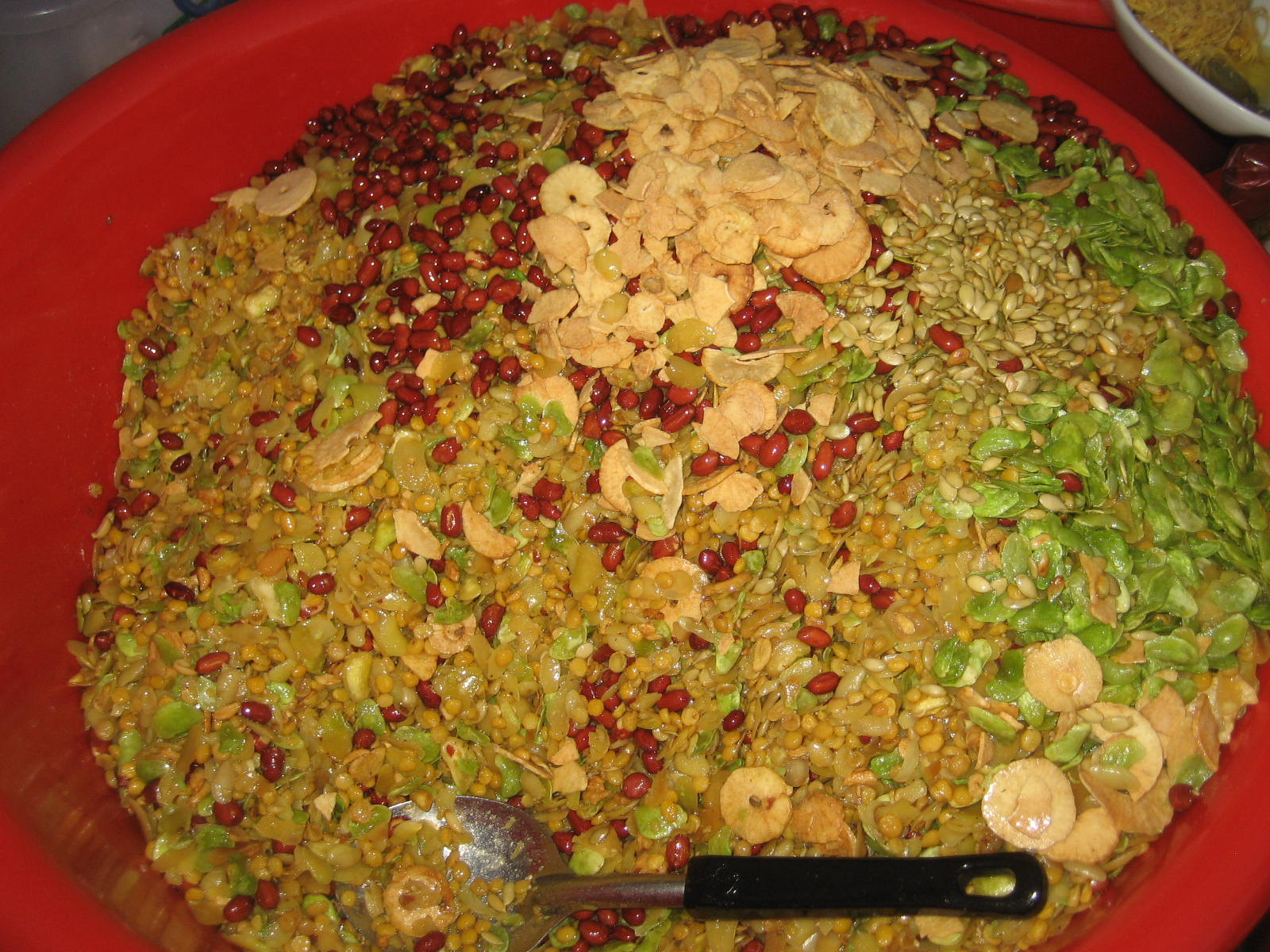
Temperos fritos
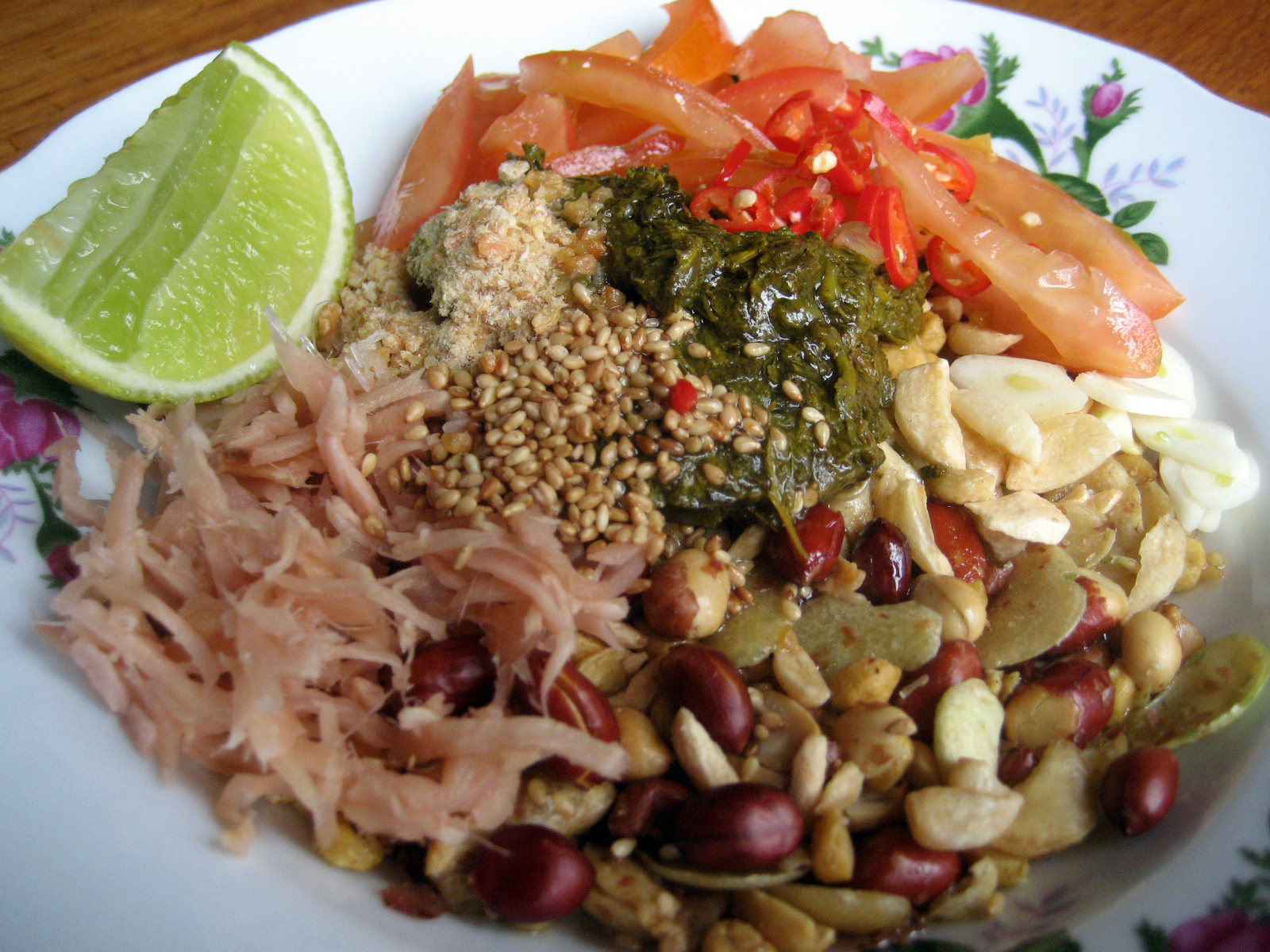
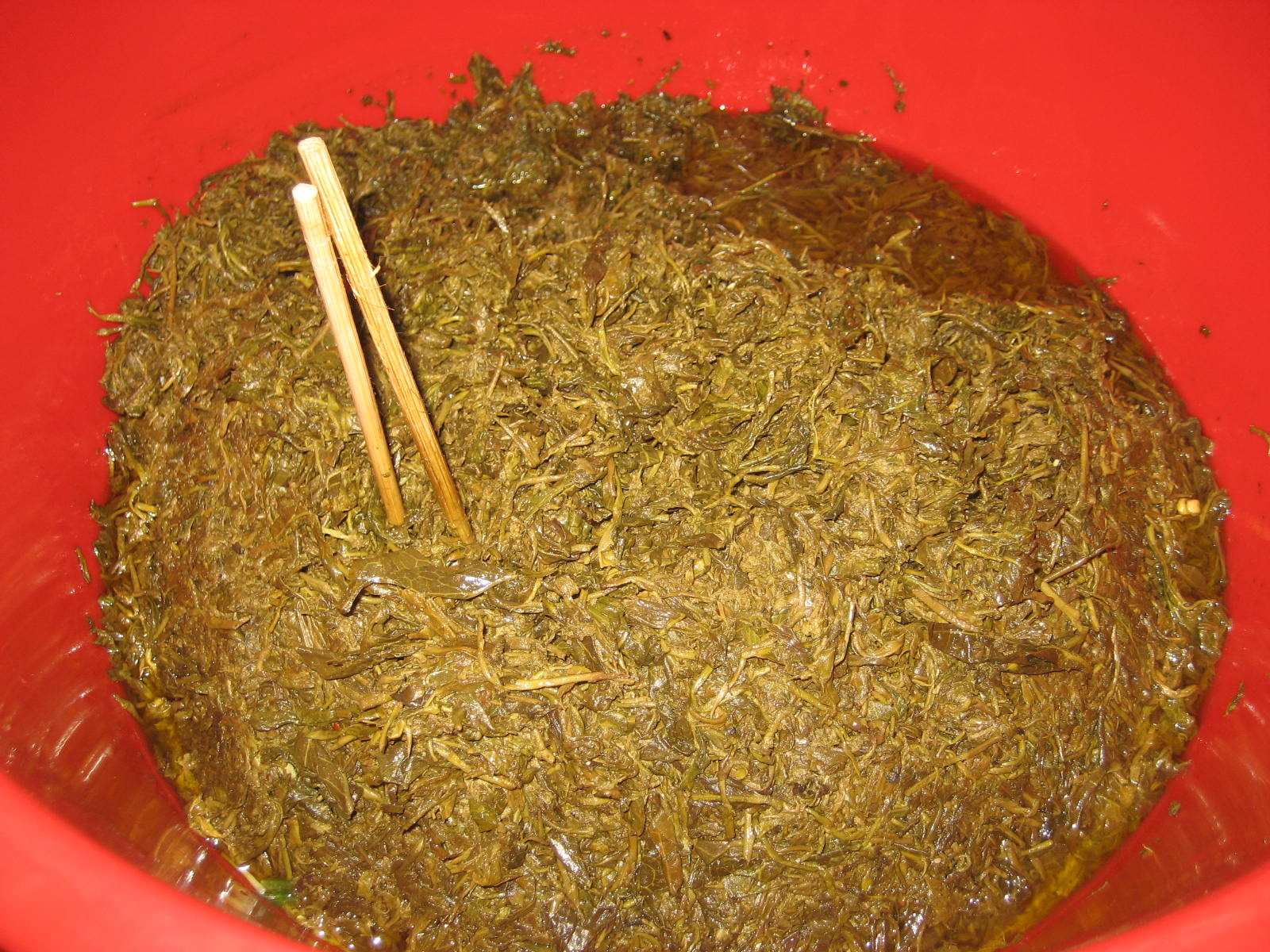
Lahpet a venda em um mercado em Mandalay
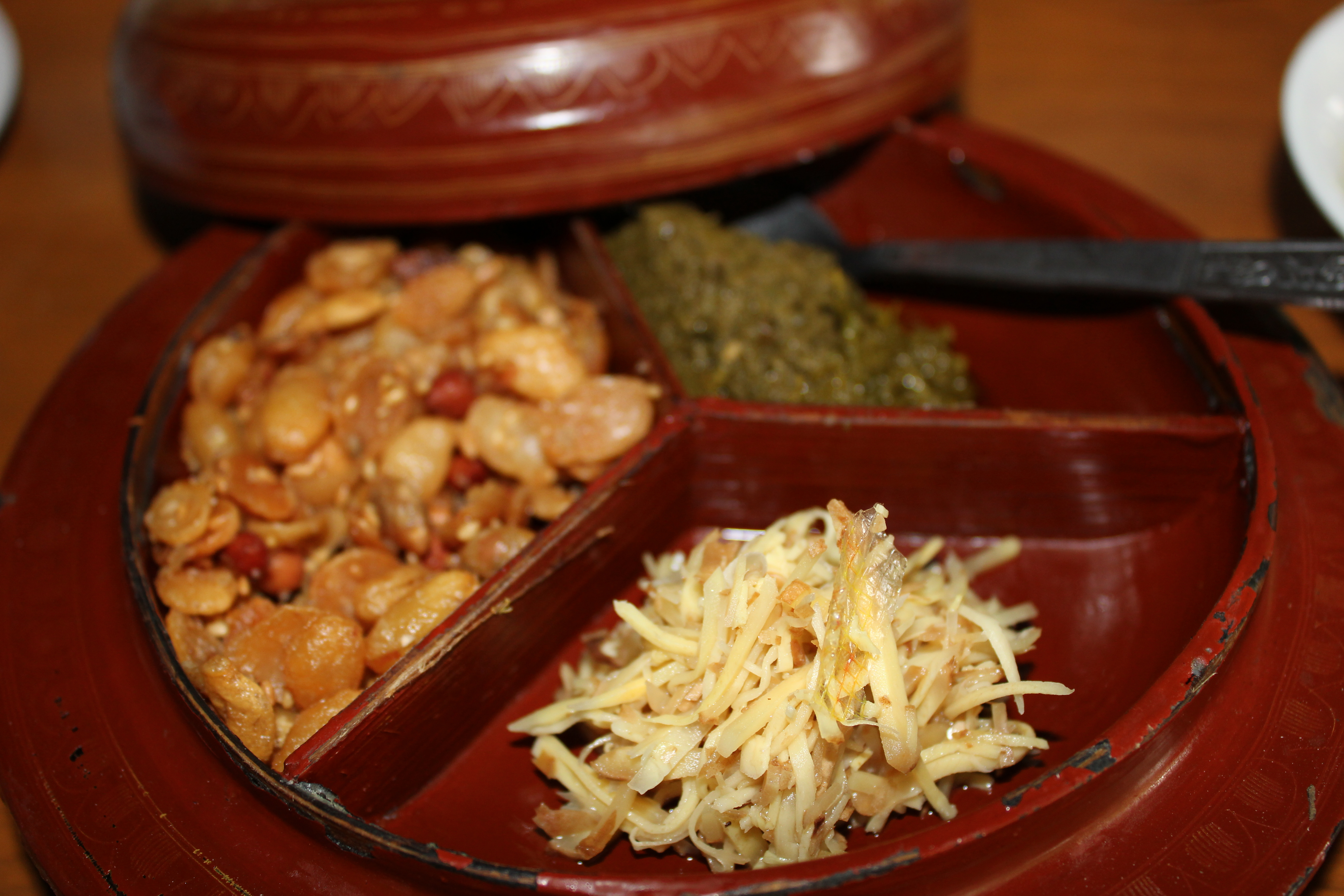
Lahpet thoke e gyin thoke (salada de gengibre)

## Cultivo

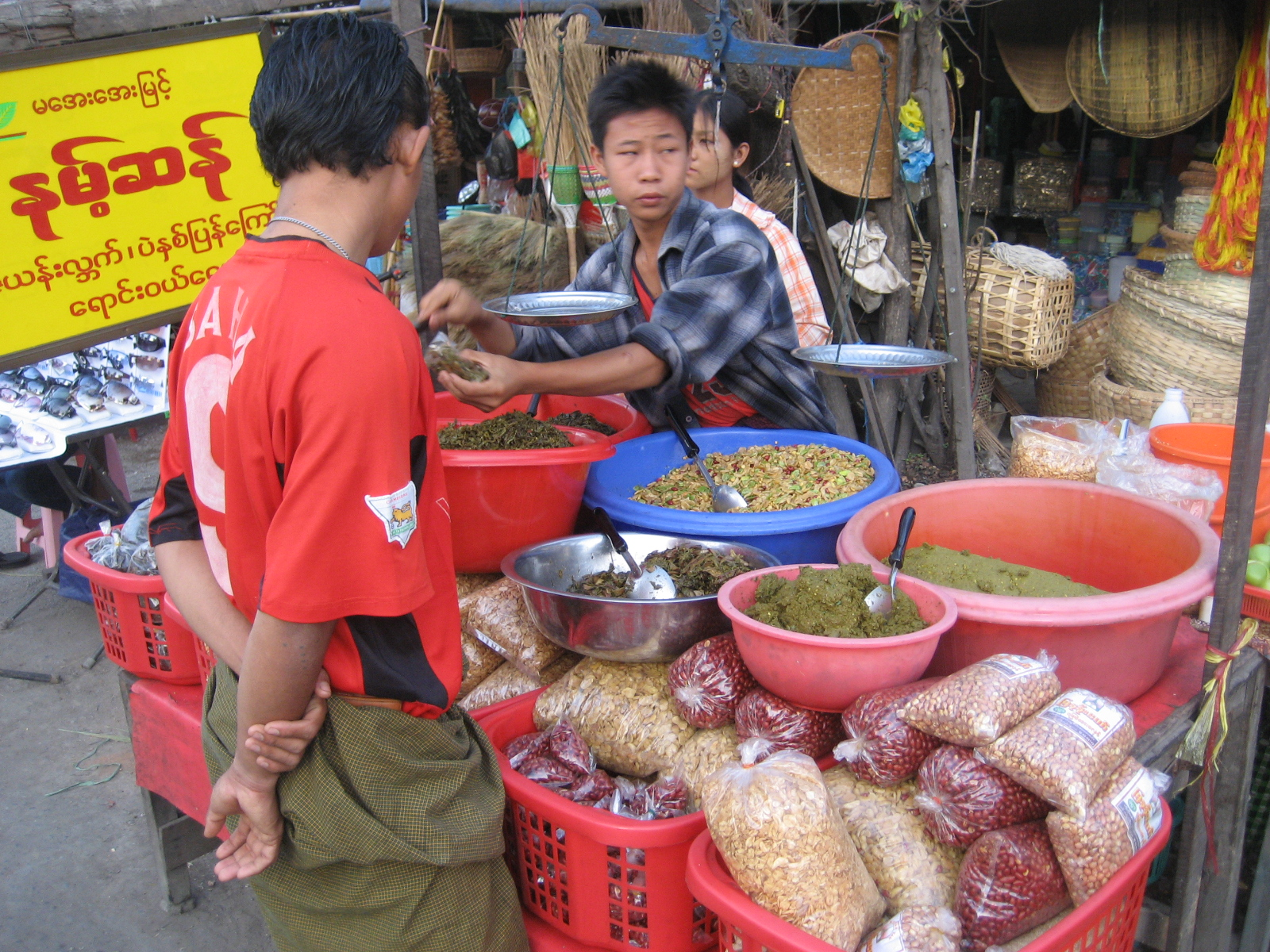
Banca de mercado em Mandalay vendendo lahpet de Namhsan

O chá é nativo do Mianmar, assim como em Bangladesh, Nordeste da Índia, Laos e China. Ambos Camellia sinensis e Camélia assamica são cultivados, principalmente nas colinas no norte do estado de Shan em torno de Namhsan e em Palaung, sub-estado de Tawngpeng, mas também em torno de Mogok na divisão de Mandalay, e Kengtung, no sul do estado de Shan. Folhas Zayan, que compõem cerca de 80% da colheita, são as mais colhidas em abril e maio, antes do início das monções, mas elas podem ser colhidas até o mês de outubro. Outro velho ditado continua assim: "Para bom lahpet, deixe Palaung levar seu tempo até as colinas".
Mais de 700 quilômetro quadrados (270 sq mi) cultivam chá com uma produção anual de 60.000 e 70.000 toneladas. Destes, 69.5% são chá verde, 19,5% chá preto e 20% chá fermentado. O consumo anual consiste de 52% de chá verde, 31% de chá preto e 17% de chá fermentado.

## Preparo
A salada birmanesa de folhas de chá (လက်ဖက်သုတ်) é servida em duas formas principais. A primeira é usada principalmente para servir em cerimônias e é chamada de Ahlu lahpet (အလှူလက်ဖက်, လက်ဖက်သုတ်လူကြီးသုတ် ou အဖွားကြီးအိုသုတ်) ou Mandalay lahpet. A segunda é mais servida com refeições e é mais popular.
As melhores folhas de chá são selecionadas para a fermentação e o resto para a secagem. Elas são cozidas no vapor por cerca de cinco minutos antes da secagem e fermentação. Folhas jovens são embaladas em cubas de bambu colocadas em poços e pressionadas por pesos pesados; o processo de fermentação é verificado em intervalos e a polpa pode, ocasionalmente, necessitar mais vapor.

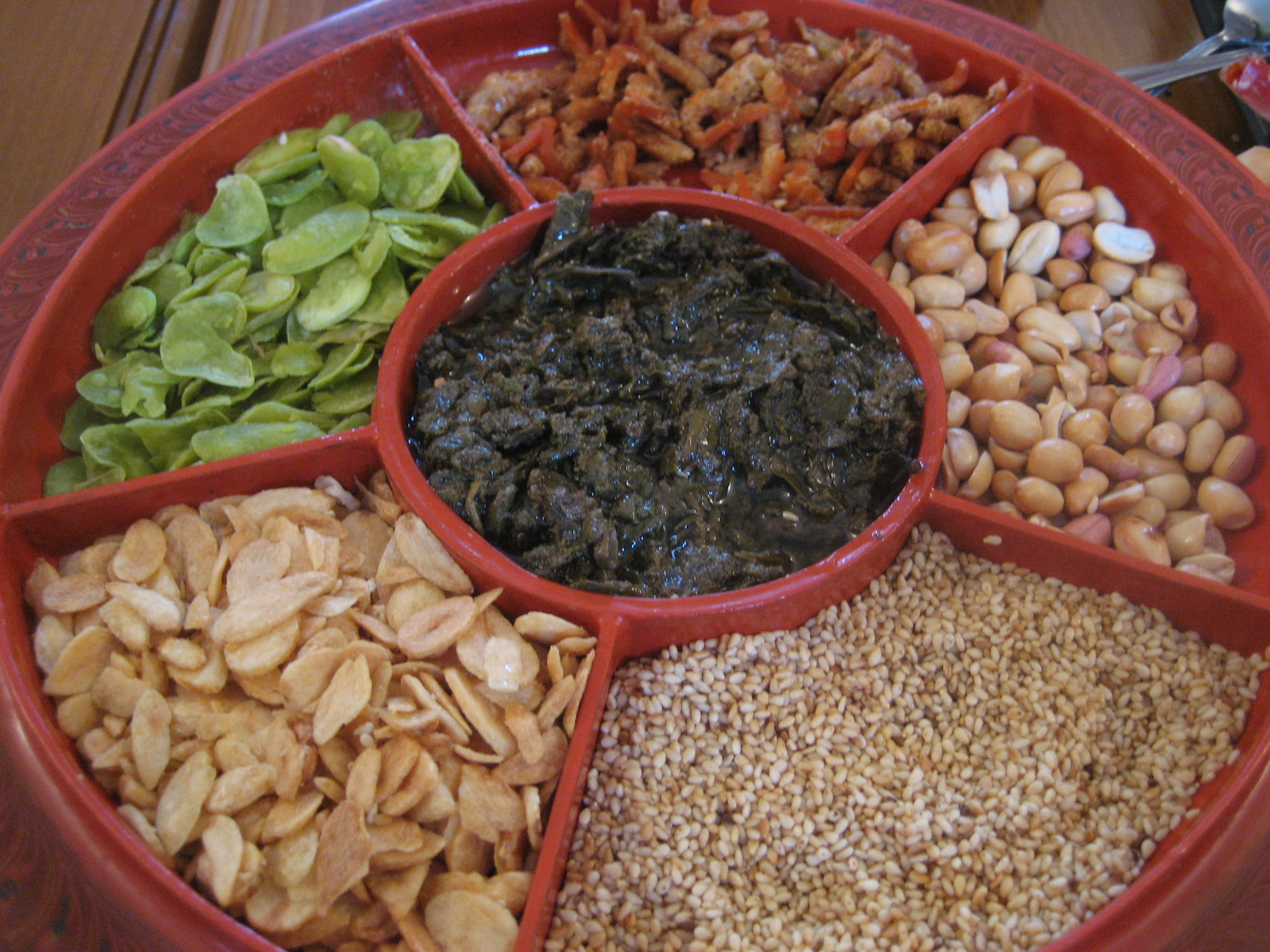
Chá fermentado servido em um lahpet ohk

Ahlu lahpet (အလှူလက်ဖက် ou လက်ဖက်သုတ်လူကြီးသုတ်) ou Mandalay lahpet é servido tradicionalmente em um prato raso chamado lahpet ohk com uma tampa e dividido em pequenos compartimentos. Chá fermentado é misturado com óleo de gergelim em um compartimento central rodeado por outros ingredientes cada um em seu compartimento, que consistem de alho frito crocante, ervilhas e amendoins, gergelim torrado, camarão seco moído, gengibre ralado em conserva e coco ralado frito.
Nenhuma ocasião especial ou cerimônia em Mianmar é considerada completa sem lahpet. Ahlu significa oferenda e é sinônimo de uma cerimônia chamada shinbyu. Lahpet é servido nesta forma em hsun jway (oferta de uma refeição aos monges) e casamentos. Adoração a Nat (espírito) consiste de lahpet oferecido para espíritos guardiões das florestas, montanhas, rios e campos. Convite para um shinbyu ocorre tradicionalmente chamando de porta em porta com um lahpet ohk, e a aceitação é indicada pela sua partilha.
Ele pode ser servido como lanche ou depois de uma refeição, ficando no centro da mesa com chá verde, que pode ser apenas para a família ou também para visitantes. Apesar de ter um sabor amargo e pungente, com textura de folhas, muitos acreditam em suas propriedades medicinais como benéficas para o sistema digestivo e controle de bile e muco. Seu efeito estimulante para afastar o cansaço e a sonolência é especialmente popular entre os estudantes que estão se preparando para os exames, frequentadores de pwè em toda a noite, apresentações teatrais, e ajudantes em funerais que trabalham durante a noite.
Lahpet thohk (လက်ဖက်သုတ်) ou Yangon lahpet é salada de chá em conserva que é muito popular em todo Mianmar. Algumas lanchonetes e restaurantes têm ela no seu menu. É preparado através da mistura de todos os ingredientes acima, sem o coco, mas inclui tomate fresco, alho e pimenta verde, às vezes repolho, e é temperado com molho de peixe, pasta de gergelim ou óleo de amendoim, e uma espremida de limão. Muitos consomem lahpet junto com simples arroz branco, que é um prato comum entre estudantes. Esta forma é tradicionalmente servida no final de cada refeição.
Algumas das marcas mais populares vendidas em pacotes incluem Ayee Taung lahpet de Mandalay, Shwe Toak de Mogok, Yuzana e Pinpyo Ywetnu de Yangon. Ingredientes misturados de alho frito, ervilhas, amendoim e gergelim estão disponíveis como Hna-pyan jaw (literalmente frito duas vezes), para conveniência, embora, tradicionalmente, têm sido vendidos separadamente. Ayee Taung existe há mais de 100 anos, e suas novas receitas, como Shu-shè (hot) e Kyetcheini (Cruz Vermelha) são bastante populares. Zayan lahpet é misturado com carambola, e folhas jovens fermentadas podem ser cortadas junto com folhas grossas. Muitos preferem Mogok lahpet pois ele usa apenas as folhas jovens de chá.
Nas províncias do norte da Tailândia, como Chiang Mai, Chiang Rai e Mae Hong Son, lahpet thohk pode ser encontrado em restaurantes, onde comida étnica Shan é servida. Em Tailandês, ele é chamado de yam miang (ยำเหมียง), do Shan neng yam (ၼဵင်ႈယမ်း).

## Escândalo de saúde
Em 12 de março de 2009, o Ministério da Saúde de Myanmar anunciou que 43 marcas de lahpet, incluindo as marcas populares, continham um corante químico banido chamado Auramina O que poderia causar danos no fígado e nos rins e possivelmente câncer. Acredita-se que isso tenha surgido a partir de comerciantes de atacado usando corantes químicos mais baratos, ao invés dos tradicionais corantes alimentares. Singapura ordenou o banimento de 20 marcas de lahpet da Birmânia, incluindo oito variedades comercializadas por Yuzana, que não foram declaradas inseguras pelas autoridades Birmanesas. Empresas foram atingidas por uma queda drástica nas vendas deste alimento popular considerado indispensável em reuniões sociais e em ocasiões especiais. A Malásia juntou-se à proibição, mas não a Tailândia, que tem uma população birmanesa considerável.

## Política
Lahpet era uma oferta de paz simbólica entre os reinos beligerantes na história de Mianmar, e era consumido após a resolução de uma disputa. Na era pré-colonial e colonial, lahpet foi servido após o juiz da vara civil fazer um veredicto; se os árbitros comessem o lahpet, isso significava a aceitação formal da sentença.